# Gedenkstein Taufkirchen
Der Gedenkstein Taufkirchen wurde am 15. Mai 2014 in Gallenbach (Gemeinde Taufkirchen (Landkreis Mühldorf am Inn)) feierlich enthüllt. Die Inschrift auf dem Gedenkstein lautet:
„Stefan Duda, geb. 19. Februar 1915, ein junger polnischer Zwangsarbeiter aus dem Kreis Kielce, wurde hier am 10. Oktober 1941 von Gestapo und SS in einer Schauhinrichtung ermordet.

Die Liebe zwischen ihm und einer jungen Frau aus Taufkirchen hatte der rassistischen Ideologie des NS-Regimes widersprochen.

Dieser Gedenkstein wurde am 15. Mai 2014 als Zeichen der Wertschätzung für Stefan Duda und für belebte Menschlichkeit eingeweiht.

Das wahre Mass des Lebens ist die Erinnerung – Walter Benjamin“
Die von der Bildhauerin Franziska Kreipl-Poller gestaltete Gedenktafel entstand auf Initiative der örtlichen Wirtsleute Claudia Häußler-Maier und Hilarius Häußler gegen den Widerstand der Ratsherren, die sich mit 7 gegen 6 Stimmen gegen die Initiative aussprachen. 
Der Zwangsarbeiter Duda und sein Bruder wurden in Taufkirchen den Bauernfamilien als Hilfskräfte zugeteilt. Die Familie Mayerhofer bekam Stefan Duda. Ihre Tochter Anna verliebte sich in den jungen Mann, obwohl solche Liaisons als Rassenschande angeprangert wurden. Beide wurden aufgrund der Polen-Erlasse vor die NS-Justiz gestellt, Stefan Duda kam ins KZ Dachau und wurde neun Monate später, am 10. Oktober 1941, öffentlich hingerichtet. Anna Mayerhofer saß zunächst ein Jahr lang in Polizeihaft im Amtsgerichtsgefängnis Mühldorf am Inn, kam nur kurze Zeit frei und wurde danach gleich wieder von der Gestapo ins KZ Ravensbrück als Häftling Nr. 9475/4527 gebracht. Sie kam im Oktober 1942 frei.
Die tragische Liebesgeschichte wurde im Mai 2015 vom Schultheater des Gymnasiums Gars mit dem Laienspiel „Stein des AnDenkens“ geehrt.
Der in Bayern ansässige polnische Kunstmaler Andreas Białas hat die in Polen lebende Familie des Opfers in Ociesięki (Gemeinde Raków) gefunden. Am 5. Mai 2019 konnten die Duda-Familienmitglieder an einer Maiandacht am Gedenkstein teilnehmen.
Der Autor und Journalist Thomas Grasberger ist im Jahr 2013 bei Recherchen für sein Buch „Stenz. Die Lust des Südens“ im Stadtarchiv Mühldorf und im Staatsarchiv München auf Material zum Fall Stefan Duda gestoßen, das er im Kapitel „Verbotene Liebe“ aufgearbeitet hat.
Bei einer Lesung aus dem Buch kam es am 4. November 2013 im Gasthaus von Gallenbach zu einer lebhaften Diskussion, bei der die am Ort lange Zeit verdrängten Ereignisse wieder zur Sprache kamen. 
Der US-amerikanische Historiker John J. Delaney, Professor für Geschichte an der Kutztown University of Pennsylvania, USA, hatte den Fall Stefan Duda bereits 1995 in seiner Doktorarbeit „Rural Catholics, Polish workers and Nazi racial policy in Bavaria“ aufgeführt.